# Населення Об'єднаних Арабських Еміратів
Населення Об'єднаних Арабських Еміратів. Чисельність населення країни 2015 року становила 5,779 млн осіб (113-те місце у світі). За оцінками ООН населення країни становить 9,157 млн, з яких 85 % трудові мігранти з інших країн. Чисельність громадян ОАЕ стабільно збільшується, народжуваність 2015 року становила 15,43 ‰ (128-ме місце у світі), смертність — 1,97 ‰ (224-те місце у світі), природний приріст — 2,58 % (20-те місце у світі) . 

## Природний рух

### Відтворення
Народжуваність у Об'єднаних Арабських Еміратах, станом на 2015 рік, дорівнює 15,43 ‰ (128-ме місце у світі). Коефіцієнт потенційної народжуваності 2015 року становив 2,35 дитини на одну жінку (85-те місце у світі).
Смертність у Об'єднаних Арабських Еміратах 2015 року становила 1,97 ‰ (224-те місце у світі).
Природний приріст населення в країні 2015 року становив 2,58 % (20-те місце у світі).

### Вікова структура

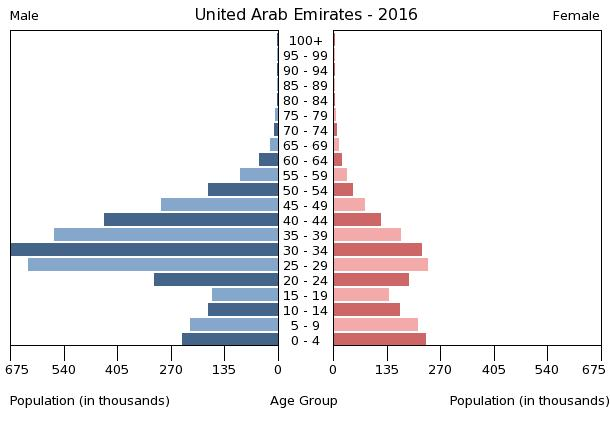
Віково-статева піраміда населення Об'єднаних Арабських Еміратів, 2016 рік

Середній вік населення Об'єднаних Арабських Еміратів становить 30,3 року (110-те місце у світі): для чоловіків — 32,1, для жінок — 25,1 року. Очікувана середня тривалість життя 2015 року становила 77,29 року (72-ге місце у світі), для чоловіків — 74,67 року, для жінок — 80,04 року.
Вікова структура населення Об'єднаних Арабських Еміратів, станом на 2015 рік, має такий вигляд:
- діти віком до 14 років — 20,85 % (616 669 чоловіків, 588 546 жінок);
- молодь віком 15—24 роки — 13,57 % (466 663 чоловіки, 317 735 жінок);
- дорослі віком 25—54 роки — 61,38 % (2 704 889 чоловіків, 842 851 жінка);
- особи передпохилого віку (55—64 роки) — 3,18 % (137 753 чоловіки, 46 214 жінок);
- особи похилого віку (65 років і старіші) — 1,01 % (36 725 чоловіків, 21 714 жінок)[1].

## Розселення
Густота населення країни 2015 року становила 109,5 особи/км² (109-те місце у світі).

### Урбанізація
Об'єднані Арабські Емірати надзвичайно урбанізована країна. Рівень урбанізованості становить 85,5 % населення країни (станом на 2015 рік), темпи зростання частки міського населення — 2,87 % (оцінка тренду за 2010—2015 роки).
Головні міста держави: Дубай — 2,415 млн осіб, Шарджа — 1,279 млн осіб, Абу-Дабі (столиця) — 1,145 млн осіб (дані за 2015 рік).

### Міграції
Річний рівень імміграції 2015 року становив 12,36 ‰ (7-ме місце у світі). Цей показник не враховує різниці між законними і незаконними мігрантами, між біженцями, трудовими мігрантами та іншими.

## Расово-етнічний склад
| Етнічний склад (2015 рік) | Етнічний склад (2015 рік) | Етнічний склад (2015 рік) | Етнічний склад (2015 рік) | Етнічний склад (2015 рік) |
| ------------------------- | ------------------------- | ------------------------- | ------------------------- | ------------------------- |
| Етнос:                    |                           |                           | Відсоток:                 |                           |
| араби                     | араби                     |                           | 19%                       | 19%                       |
| іранці                    | іранці                    |                           | 23%                       | 23%                       |
| південні азіати           | південні азіати           |                           | 50%                       | 50%                       |
| іноземці                  | іноземці                  |                           | 8%                        | 8%                        |

Головні етноси країни: місцеві еміратські араби — 19 %, інші араби та іранці — 23 %, південні азіати — 50 %, іноземці-заробітчани — 8 % населення. Лише 20 % населення держави 1982 року мали громадянство.

## Мови
| Мови Еміратів (2015 рік) | Мови Еміратів (2015 рік) | Мови Еміратів (2015 рік) | Мови Еміратів (2015 рік) | Мови Еміратів (2015 рік) |
| ------------------------ | ------------------------ | ------------------------ | ------------------------ | ------------------------ |
| Мова:                    |                          |                          | Відсоток:                |                          |
| арабська                 | арабська                 |                          | %                        | %                        |
| перська                  | перська                  |                          | %                        | %                        |
| англійська               | англійська               |                          | %                        | %                        |
| гінді                    | гінді                    |                          | %                        | %                        |
| урду                     | урду                     |                          | %                        | %                        |

Офіційна мова: арабська. Інші поширені мови: перська, англійська, гінді, урду.

## Релігії
| Релігії в Еміратах (2016 рік) | Релігії в Еміратах (2016 рік) | Релігії в Еміратах (2016 рік) | Релігії в Еміратах (2016 рік) | Релігії в Еміратах (2016 рік) |
| ----------------------------- | ----------------------------- | ----------------------------- | ----------------------------- | ----------------------------- |
| Віросповідання:               |                               |                               | Відсоток:                     |                               |
| мусульмани                    | мусульмани                    |                               | 76%                           | 76%                           |
| християни                     | християни                     |                               | 9%                            | 9%                            |
| інші                          | інші                          |                               | 15%                           | 15%                           |

Головні релігії й вірування, які сповідує, і конфесії та церковні організації, до яких відносить себе населення країни: іслам (державна релігія) — 76 %, християнство — 9 %, інші (індуїзм, буддизм, зороастризм (парси), бахаїзм, друзи, сікхізм, ахмадія, ісмаїлізм, юдаїзм) — 15 % (станом на 2005 рік). Дана статистика репрезентує усе населення країни, 85 % з якого не є її уродженцями.

## Освіта
Рівень письменності 2015 року становив 93,8 % дорослого населення (віком від 15 років): 93,1 % — серед чоловіків, 95,8 % — серед жінок.
Дані про державні витрати на освіту у відношенні до ВВП країни, станом на 2015 рік, відсутні.

## Охорона здоров'я
Забезпеченість лікарями у країні на рівні 2,53 лікаря на 1000 мешканців (станом на 2010 рік). Забезпеченість лікарняними ліжками в стаціонарах — 1,1 ліжка на 1000 мешканців (станом на 2012 рік). Загальні витрати на охорону здоров'я 2014 року становили 3,6 % ВВП країни (182-ге місце у світі).
Смертність немовлят до 1 року, станом на 2015 рік, становила 10,59 ‰ (131-ше місце у світі); хлопчиків — 12,35 ‰, дівчаток — 8,75 ‰. Рівень материнської смертності 2015 року становив 6 випадків на 100 тис. народжень (146-те місце у світі).
Об'єднані Арабські Емірати входить до складу ряду міжнародних організацій: Міжнародного руху (ICRM) і Міжнародної федерації товариств Червоного Хреста і Червоного Півмісяця (IFRCS), Дитячого фонду ООН (UNISEF), Всесвітньої організації охорони здоров'я (WHO).

### Захворювання
Кількість хворих на СНІД невідома, дані про відсоток інфікованого населення в репродуктивному віці 15—49 років відсутні. Дані про кількість смертей від цієї хвороби за 2014 рік відсутні.
Частка дорослого населення з високим індексом маси тіла 2014 року становила 34,5 % (22-ге місце у світі).

### Санітарія
Доступ до облаштованих джерел питної води 2015 року мало 99,6 % населення в містах і 100 % у сільській місцевості; загалом 99,6 % населення країни. Відсоток забезпеченості населення доступом до облаштованого водовідведення (каналізація, септик): в містах — 98 %, в сільській місцевості — 95,2 %, загалом по країні — 97,6 % (станом на 2015 рік). Споживання прісної води, станом на 2005 рік, дорівнює 3,99 км³ на рік, або 739,5 тонни на одного мешканця на рік: з яких 15 % припадає на побутові, 2 % — на промислові, 83 % — на сільськогосподарські потреби.

## Соціально-економічне становище
Співвідношення осіб, що в економічному плані залежать від інших, до осіб працездатного віку (15—64 роки) загалом становить 17,8 % (станом на 2015 рік): частка дітей — 16,4 %; частка осіб похилого віку — 1,3 %, або 74,6 потенційно працездатного на 1 пенсіонера. Загалом ці показники характеризують рівень потреби державної допомоги в секторах освіти, охорони здоров'я і пенсійного забезпечення, відповідно. За межею бідності 2003 року перебувало 19,5 % населення країни. Дані про розподіл доходів домогосподарств у країні відсутні.
Станом на 2012 рік, у країні 177,99 тис. осіб не має доступу до електромереж; 98 % населення має доступ, у містах цей показник дорівнює 99 %, у сільській місцевості — 93 %. Рівень проникнення інтернет-технологій надзвичайно високий. Станом на липень 2015 року в країні налічувалось 5,274 млн унікальних інтернет-користувачів (63-тє місце у світі), що становило 91,2 % загальної кількості населення країни.

### Трудові ресурси
Загальні трудові ресурси 2015 року становили 5,136 млн осіб, з яких 85 % не громадяни країни (80-те місце у світі). Зайнятість економічно активного населення у господарстві країни розподіляється таким чином: аграрне, лісове і рибне господарства — 7 %; промисловість і будівництво — 15 %; сфера послуг — 78 % (станом на 2000 рік). Безробіття 2001 року дорівнювало 2,4 % працездатного населення (15-те місце у світі); серед молоді у віці 15—24 років ця частка становила 12,1 %, серед юнаків — 7,9 %, серед дівчат — 21,8 % (91-ше місце у світі).

## Кримінал

#### Наркотики

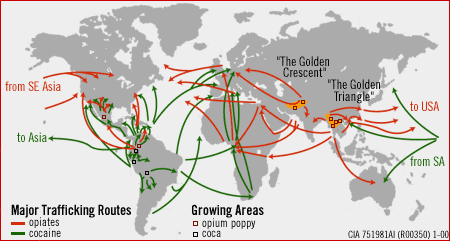
Світові маршрути наркотрафіку

Перевалковий пункт наркотрафіку до Південно-Західної Азії; через те, що країна виступає важливим регіональним фінансовим центром, вона уразлива до відмивання грошей.

### Торгівля людьми
Згідно зі щорічною доповіддю про торгівлю людьми (англ. Trafficking in Persons Report) Управління з моніторингу та боротьби з торгівлею людьми Державного департаменту США, уряд Об'єднаних Арабських Еміратів докладає значних зусиль у боротьбі з явищем примусової праці, сексуальної експлуатації, незаконною торгівлею внутрішніми органами, але законодавство відповідає мінімальним вимогам американського закону 2000 року щодо захисту жертв (англ. Trafficking Victims Protection Act’s) не повною мірою, країна перебуває у списку другого рівня.

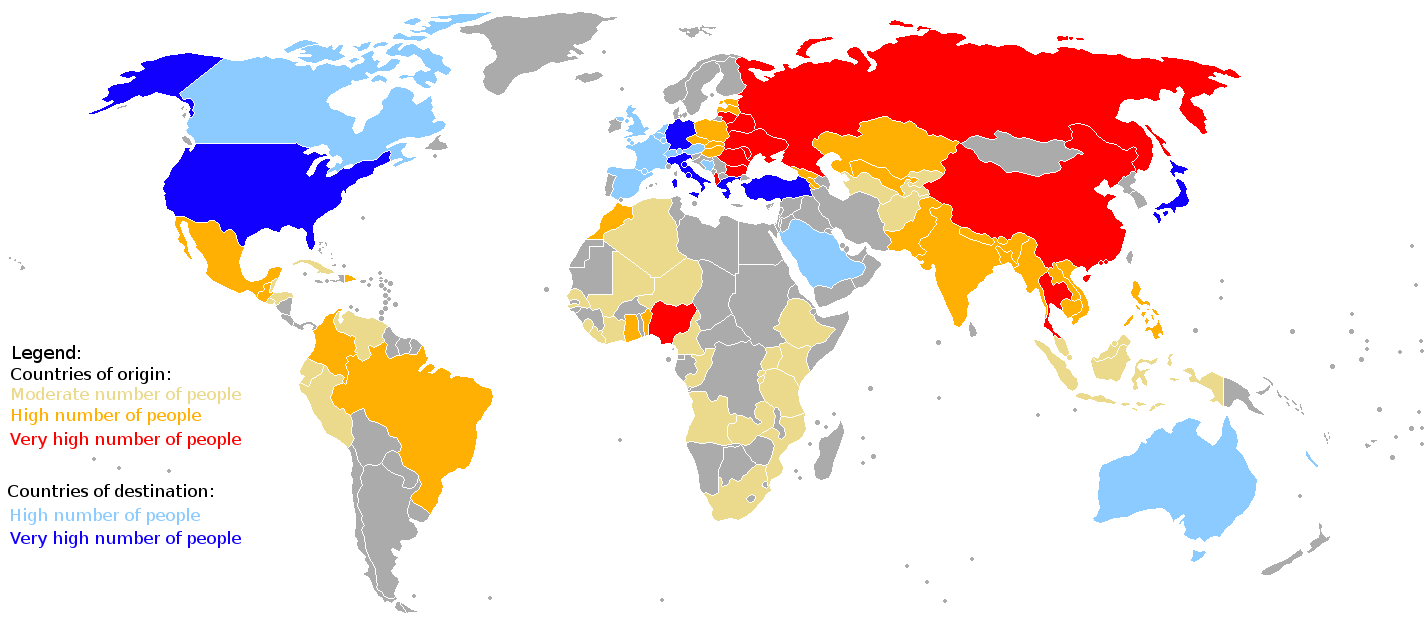
Країни-донори (червоний) і країни-реципієнти кримінальних потоків  (англ.)
Глобальна боротьба з торгівлею людьми (англ.)

## Гендерний стан
Статеве співвідношення (оцінка 2015 року):
- при народженні — 1,05 особи чоловічої статі на 1 особу жіночої;
- у віці до 14 років — 1,05 особи чоловічої статі на 1 особу жіночої;
- у віці 15—24 років — 1,47 особи чоловічої статі на 1 особу жіночої;
- у віці 25—54 років — 3,21 особи чоловічої статі на 1 особу жіночої;
- у віці 55—64 років — 2,98 особи чоловічої статі на 1 особу жіночої;
- у віці за 64 роки — 1,69 особи чоловічої статі на 1 особу жіночої;
- загалом — 2,18 особи чоловічої статі на 1 особу жіночої[1].

## Демографічні дослідження
Демографічні дослідження у країні ведуться рядом державних і наукових установ:

### Українською
- Атлас. 10—11 клас. Економічна і соціальна географія світу / упорядники :  О. Я. Скуратович, Н. І. Чанцева. — К. : ДНВП «Картографія», 2010. — ISBN 978-966-475-639-3.
- Атлас світу / голов. ред. І. С. Руденко ; зав. ред. В. В. Радченко ; відп. ред. О. В. Вакуленко. — К. : ДНВП «Картографія», 2005. — 336 с. — ISBN 9666315467.
- Безуглий В. В. Економічна і соціальна географія зарубіжних країн : Навчальний посібник. — К. : ВЦ «Академія», 2007. — 704 с. — ISBN 978-966-580-239-6.
- Безуглий В. В., Козинець С. В. Регіональна економічна і соціальна географія світу : Навчальний посібник. — видання 2-ге, доп., перероб. — К. : ВЦ «Академія», 2007. — 688 с. — ISBN 966-580-144-9.
- Головченко В. І., Кравчук О. Країнознавство: Азія, Африка, Латинська Америка, Австралія і Океанія. — К., 2006. — 335 с. — ISBN 966-8939-04-2.
- Гудзеляк І. І. Географія населення: Навчальний посібник / І. Гудзеляк. — Л. : Видавничий центр ЛНУ імені Івана Франка, 2008. — 232 с. — ISBN 978-966-613-599-8.
- Дахно І. І. Країни світу: Енциклопедичний довідник / І. І. Дахно, С. М. Тимофієв. — К. : Мапа, 2011. — 606 с. — (Бібліотека нового українця) — ISBN 978-966-8804-23-6.
- Дахно І. І. Економічна географія зарубіжних країн : навчальний посібник. — К. : Центр учбової літератури, 2014. — 319 с. — ISBN 978-611-01-0682-5.
- Джаман В. О. Регіональні системи розселення: демографічні аспекти. — Чернівці : Рута, 2003. — 392 с. — ISBN 9665685988.
- Дорошенко Л. С. Демографія: Навчальний посібник. — К. : МАУП, 2005. — 112 с. — ISBN 966-608-442-2.
- Дубович І. А. Країнознавчий словник-довідник. — 5-те вид., перероб. і доп. — К. : Знання, 2008. — 839 с. — ISBN 978-966-346-330-8.
- Економічна і соціальна географія країн світу. Навчальний посібник / За ред. Кузика С. П. — Л. : Світ, 2002. — 672 с. — ISBN 966-603-178-7.
- Загальна медична географія світу / В. О. Шевченко [та ін.] — К. : [б.в.], 1998. — 178 с.
- Ігнатьєв П. М. Країнознавство: Країни Азії. — Ч. : Книги-XXI, 2004. — 383 с. — ISBN 966-8029-53-4.
- Книш М. М., Мамчур О. І. Регіональна економічна і соціальна географія світу (Латинська Америка та Карибські країни, Африка, Азія, Океанія) : навч. посіб. — Л. : ЛНУ ім. Івана Франка, 2013. — 368 с. — ISBN 978-617-10-0007-0.
- Крисаченко В. С. Динаміка населення: Популяційні, етнічні та глобальні виміри. — К. : Видавництво Національного інституту стратегічних досліджень, 2005. — 368 с. — ISBN 966-554-083-1.
- Любіцева О. О., Мезенцев К. В., Павлов С. В. Географія релігій. — К. : АртЕК, 1999. — 504 с. — ISBN 966-505-006-0.
- Масляк П. О. Країнознавство. — К. : Знання, 2007. — 292 с. — (Вища освіта XXI століття)
- Масляк П. О., Дахно І. І. Економічна і соціальна географія світу / П. О. Масляк, І. І. Дахно ; за ред. П. О. Масляка. — К. : Вежа, 2003. — 280 с. — ISBN 966-7091-53-8.

### Російською
- (рос.) Объединенные Арабские Эмираты // Демографический энциклопедический словарь / главн. ред. Валентей Д. И. — М. : Советская энциклопедия, 1985. — 608 с.
- (рос.) Объединенные Арабские Эмираты // Страны и народы. Зарубежная Азия. Общий обзор. Юго-Западная Азия / Редкол. : Н. И. Прошин (отв. ред.), И. А. Дементьев и др. — М. : «Мысль», 1979. — 381 с. — (Страны и народы) — 180 тис. прим.
- (рос.) Атлас народов мира / Отв. ред. С. И. Брук и В. С. Апенченко. — М. : ГУГК ГГК СССР и Институт этнографии им. Н. Н. Миклухо-Маклая АН СССР, 1964. — 185 с. — 20 тис. прим.
- (рос.) Численность и расселение народов мира. Этнографические очерки / под ред. С. И. Брука. — М. : Издательство АН СССР, 1962. — 487 с.
- (рос.) Лаппо Г. М. География городов: Учебное пособие для географических факультетов вузов. — М. : Туманит, изд. центр ВЛАДОС, 1997. — 476 с. — ISBN 5-691-00047-0.
- (рос.) Ягельский А. География населения. — М. : Прогресс, 1980. — 383 с.